# Brändö, Sastmola
Brändö (fi. Brändöö) är en ö i Sastmola i landskapet Satakunta. Brändö ligger 2–3 km väster om Sastmola centrum. På öns södra udde finns en campingplats.